# Ула (Мугла)
Ула (тур. Ula) — город и район в провинции Мугла (Турция). Район образован в 1954 году.